# Gijs Polspoel
Gijs Polspoel (1978) is een Vlaams regisseur van televisieseries.
Hij studeerde af in 2002 aan het Sint-Lukas in Brussel als master in de audiovisuele kunsten, afstudeerrichting regie.
Polspoel was regisseur van de series Red Sonja, Danni Lowinski, Spitsbroers en Professor T.. Hij is ook regisseur van realityshows als Reizen Waes of Wauters vs. Waes.
Initieel werkte hij voor Sultan Sushi, later stapte hij over naar Plan B.
Gijs Polspoel is een zoon van journalist Gui Polspoel, en is de kleinzoon van Albert De Smaele.